# Stenny Kusuma
Stenny Kusuma es un jugador de bádminton de Indonesia.
En 2006 fichó por el Club Bádminton Rinconada para disputar el Campeonato de Europa de Clubes que se celebró en La Rinconada (Sevilla) y fue decisivo para que el club sevillano se alzase con el campeonato, ganando los 7 partidos que disputó, y cediendo sólo un total de 2 sets.